# 韃靼拉努鄉
45°31′N 27°19′E / 45.517°N 27.317°E
韃靼拉努鄉（羅馬尼亞語：Comuna Tătăranu, Vrancea），是羅馬尼亞的鄉份，位於該國東部，由弗朗恰縣負責管轄，面積93平方公里，海拔高度30米，2002年人口4,902，人口密度每平方公里53人。